# Zdenka Hrnčířová
Zdenka Hrnčířová (27. ledna 1913, Praha – 18. května 1984, tamtéž) byla sopranistka a mezzosopranistka Národního divadla v Praze.

## Život
Vystudovala pražskou konzervatoř u Doubrava Brandbergrová a Louise Kadeřábka. Později studovala ve Vídni u O. Iry poté opět v Praze u B. Chalabalové.
Kariéru začala v letech 1940 – 1942 v Českých Budějovicích. V letech 1942 – 1944 a 1945 až 1971 účinkovala v pražském Národním divadle. Do Národního divadla ji angažoval Václav Talich. Začínala jako altistka, po roce 1945 se zaměřila na dramatický soprán.
Ztvárnila role v operách Šárka, Dalibor, Rusalka, Aida, Trubadůr, Boris Godunov, Její Pastorkyňa nebo Káťa Kabanová.
Zdenka Hrnčířová je pohřbena na hřbitově Všenory-Horní Mokropsy v hrobce rodiny Mesteků.